# Jennifer Hermoso
Pour les articles homonymes, voir Hermoso.
Jennifer Hermoso Fuentes, également connue sous le diminutif de Jenni, née le 9 mai 1990 à Madrid, est une footballeuse internationale espagnole. Elle joue au poste d'attaquante avec les Tigres de la UANL et l'équipe d'Espagne. Elle remporte la Coupe du monde de 2023.

## Biographie

### En club
Jennifer Hermoso commence sa carrière sportive à l'Atlético de Madrid (2004-2010).
En 2010, elle rejoint le Rayo Vallecano. Avec le Rayo, elle remporte la Superliga (elle marque le but décisif en finale face au RCD Espanyol).
En 2013, elle signe avec le club suédois de Tyresö FF où jouent aussi la star brésilienne Marta et l'internationale espagnole Vero Boquete.
Lors du mercato d'hiver de la saison 2013-2014, elle rejoint le FC Barcelone.
Après de bonnes performances avec le Barça, elle est recrutée par le Paris Saint-Germain à l'été 2017. Avec son nouveau club, elle remporte la Coupe de France. Un an après son arrivée dans la capitale française, elle retournera en Espagne pour jouer avec l'Atlético de Madrid.
En juillet 2019, elle revient au FC Barcelone.
Après 3 saisons en Catalogne, elle s'engage avec le CF Pachuca, le 21 juin 2022.

### En équipe nationale

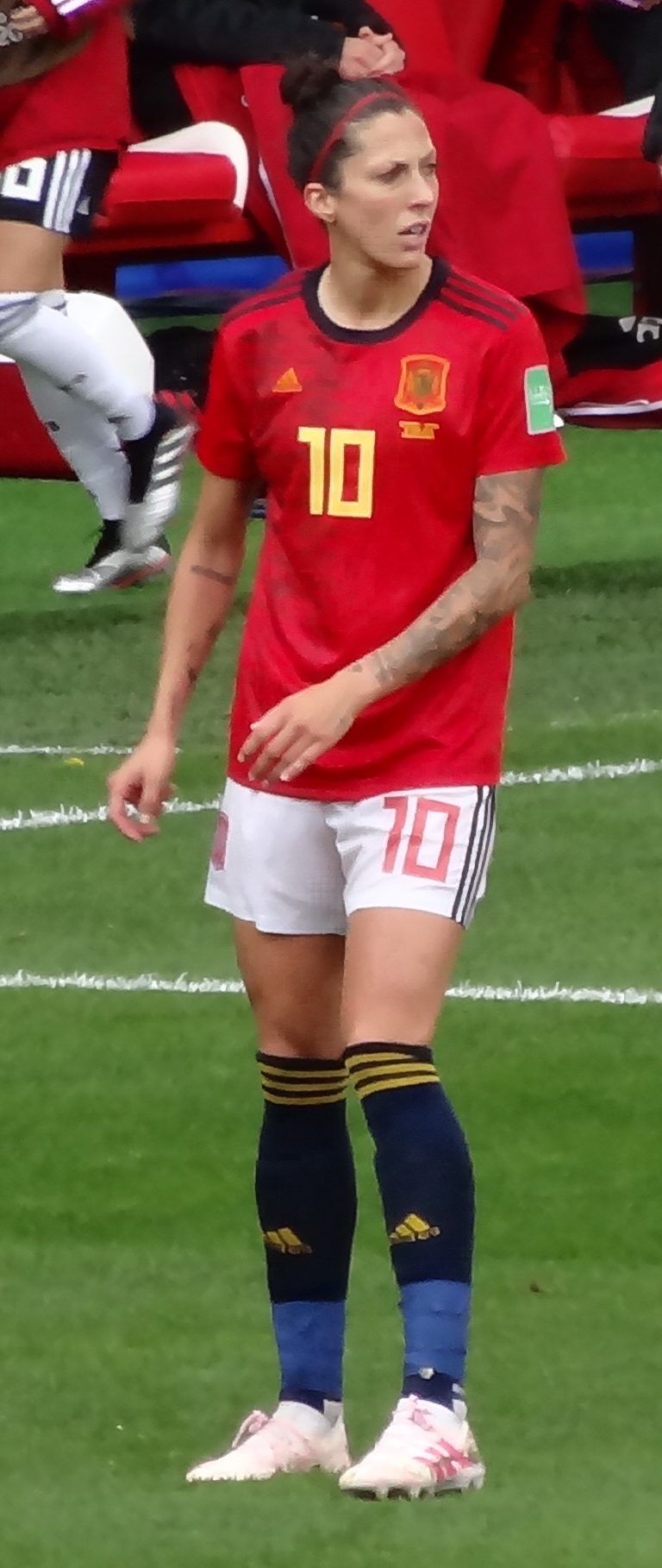
Jennifer Hermoso durant le Mondial 2019.

Jennifer Hermoso participe avec l'Espagne au championnat d'Europe 2013 qui a lieu en Suède.
Elle participe ensuite à la Coupe du monde de 2015, au championnat d'Europe de 2017 et à la Coupe du monde de 2019. Elle remporte la Coupe du monde de 2023.

## Vie privée
La joueuse a un frère aîné nommé Rafa Hermoso.

### Agression sexuelle par Luis Rubiales
Le 20 août 2023, après la victoire de l'Espagne en finale de la Coupe du monde, elle subit un baiser forcé de la part de Luis Rubiales, président de la fédération espagnole de football. Elle indique être victime de cette agression sexuelle et ne jamais avoir donné son consentement. Malgré le scandale, Rubiales refuse dans un premier temps de démissionner, affirmant être victime d'un « faux féminisme » qui « ne cherche pas la vérité ». En soutien à Jenni Hermoso, les vingt-trois joueuses de la sélection espagnole refusent de jouer tant qu'il n'aura pas été sanctionné. Le parquet espagnol annonce que la joueuse a porté plainte le 6 septembre.
Le 10 septembre, Luis Rubiales annonce finalement qu’il va démissionner de la présidence de la Fédération espagnole de football.

## Palmarès
- Rayo Vallecano
  - Championnat d'Espagne (1) : 2010-2011
- FC Barcelone
  - Ligue des Champions (1) : 2020-2021
  - Championnat d'Espagne (4) : 2013-2014, 2014-2015, 2019-2020, 2020-2021
  - Coupe d'Espagne (4) : 2014, 2016, 2020, 2021
  - Supercoupe d'Espagne (1) : 2020
- Paris Saint-Germain
  - Coupe de France (1) : 2017-2018
- Atlético de Madrid
  - Championnat d'Espagne (1) : 2018-2019

### En sélection
- Espagne
  - Vainqueur de la Coupe du monde en 2023

### Palmarès individuel
- Meilleure attaquante UEFA de la saison 2020-2021

## Statistiques
| Saison                | Club                  | Championnat           | Championnat | Championnat | Coupe(s) nationale(s) | Coupe(s) nationale(s) | Supercoupe | Supercoupe | Compétition(s) continentale(s) | Compétition(s) continentale(s) | Compétition(s) continentale(s) | Total | Total |
| Saison                | Club                  | Division              | M.          | B.          | M.                    | B.                    | M.         | B.         | Comp.                          | M.                             | B.                             | M.    | B.    |
| 2004-2005             | Atlético de Madrid    | Primera Nacional      | 1+          | 1+          | -                     | -                     | -          | -          | -                              | -                              | -                              | 1     | 1     |
| 2005-2006             | Atlético de Madrid    | Primera Nacional      | 16+         | 12+         | -                     | -                     | -          | -          | -                              | -                              | -                              | 16    | 12    |
| 2006-2007             | Atlético de Madrid    | Superliga             | 22          | 5           | 2                     | 1                     | -          | -          | -                              | -                              | -                              | 24    | 6     |
| 2007-2008             | Atlético de Madrid    | Superliga             | 26          | 3           | 3                     | 0                     | -          | -          | -                              | -                              | -                              | 29    | 3     |
| 2008-2009             | Atlético de Madrid    | Superliga             | 18          | 6           | 2                     | 0                     | -          | -          | -                              | -                              | -                              | 20    | 6     |
| 2009-2010             | Atlético de Madrid    | Superliga             | 23+         | 5+          | 2                     | 1                     | -          | -          | -                              | -                              | -                              | 25    | 6     |
| Sous-total            | Sous-total            | Sous-total            | 106         | 32          | 9                     | 2                     | -          | -          | -                              | -                              | -                              | 115   | 34    |
| 2010-2011             | Rayo Vallecano        | Superliga             | 21+         | 13+         | 1                     | 0                     | -          | -          | WCL                            | 4                              | 1                              | 26    | 14    |
| 2011-2012             | Rayo Vallecano        | Superliga             | 27          | 14          | 1                     | 0                     | -          | -          | WCL                            | 7                              | 6                              | 35    | 20    |
| 2012-2013             | Rayo Vallecano        | Superliga             | 24          | 15          | 0                     | 0                     | -          | -          | -                              | -                              | -                              | 24    | 15    |
| Sous-total            | Sous-total            | Sous-total            | 72          | 42          | 2                     | 0                     | -          | -          | -                              | 11                             | 7                              | 85    | 49    |
| 2013                  | Tyresö FF             | Damallsvenskan        | 20          | 6           | 1                     | 2                     | -          | -          | WCL                            | 4                              | 1                              | 25    | 9     |
| Sous-total            | Sous-total            | Sous-total            | 20          | 6           | 1                     | 2                     | -          | -          | -                              | 4                              | 1                              | 25    | 9     |
| 2013-2014             | FC Barcelone          | Superliga             | 13          | 9           | 5                     | 0                     | -          | -          | -                              | -                              | -                              | 18    | 9     |
| 2014-2015             | FC Barcelone          | Superliga             | 21          | 9           | 2                     | 0                     | -          | -          | WCL                            | 3                              | 0                              | 26    | 9     |
| 2015-2016             | FC Barcelone          | Superliga             | 29          | 24          | 3                     | 3                     | -          | -          | WCL                            | 6                              | 2                              | 38    | 29    |
| 2016-2017             | FC Barcelone          | Superliga             | 27          | 35          | 4                     | 2                     | -          | -          | WCL                            | 8                              | 5                              | 39    | 42    |
| Sous-total            | Sous-total            | Sous-total            | 90          | 77          | 14                    | 5                     | -          | -          | -                              | 17                             | 7                              | 121   | 89    |
| 2017-2018             | Paris Saint-Germain   | Division 1            | 19          | 6           | 5                     | 2                     | -          | -          | -                              | -                              | -                              | 24    | 8     |
| Sous-total            | Sous-total            | Sous-total            | 19          | 6           | 5                     | 2                     | -          | -          | -                              | -                              | -                              | 24    | 8     |
| 2018-2019             | Atlético de Madrid    | Superliga             | 28          | 24          | 3                     | 0                     | -          | -          | WCL                            | 4                              | 0                              | 35    | 24    |
| Sous-total            | Sous-total            | Sous-total            | 28          | 24          | 3                     | 0                     | -          | -          | -                              | 4                              | 0                              | 35    | 24    |
| 2019-2020             | FC Barcelone          | Superliga             | 19          | 23          | 3                     | 2                     | 1          | 0          | WCL                            | 5                              | 1                              | 28    | 26    |
| 2020-2021             | FC Barcelone          | Superliga             | 26          | 31          | 2                     | 0                     | 1          | 0          | WCL                            | 7                              | 6                              | 36    | 37    |
| 2021-2022             | FC Barcelone          | Superliga             | 23          | 16          | 2                     | 2                     | 2          | 0          | WCL                            | 9                              | 5                              | 36    | 23    |
| Sous-total            | Sous-total            | Sous-total            | 68          | 70          | 7                     | 4                     | 4          | 0          | -                              | 21                             | 12                             | 100   | 86    |
| 2022                  | CF Pachuca            | Apertura              | 9           | 2           |                       |                       | -          | -          | -                              | -                              | -                              | 9     | 2     |
| 2023                  | CF Pachuca            | Clausura              | 23          | 21          |                       |                       | -          | -          | -                              | -                              | -                              | 23    | 21    |
| 2023                  | CF Pachuca            | Apertura              | 9           | 3           |                       |                       | -          | -          | -                              | -                              | -                              | 9     | 3     |
| Sous-total            | Sous-total            | Sous-total            | 41          | 26          | 0                     | 0                     | -          | -          | -                              | -                              | -                              | 41    | 26    |
| 2024                  | Tigres UANL           | Clausura              | 18          | 7           | 2                     | 0                     | -          | -          | -                              | -                              | -                              | 20    | 7     |
| 2024                  | Tigres UANL           | Apertura              | 16          | 3           |                       |                       | -          | -          | CCC                            | 4                              | 1                              | 20    | 4     |
| 2025                  | Tigres UANL           | Clausura              | 6           | 2           |                       |                       | -          | -          | -                              | -                              | -                              | 6     | 2     |
| Sous-total            | Sous-total            | Sous-total            | 40          | 12          | 2                     | 0                     | -          | -          | -                              | 4                              | 1                              | 46    | 13    |
| Total sur la carrière | Total sur la carrière | Total sur la carrière | 484         | 295         | 43                    | 15                    | 4          | 0          | -                              | 61                             | 28                             | 592   | 338   |

- 3 matchs inconnus en 2009-10 dans le groupe B. (J 8,11,13)
- 2 matchs inconnus en 2010-11 dans le groupe C. (J 3,10)